# Orden Kurmet
| Orden Kurmet |
| ------------ |
| Orden        |
| Bandschnalle |

Der Orden Kurmet (kasachisch «Құрмет» ордені) ist eine Ehrenmedaille der Republik Kasachstan. Sie wurde nach der Unabhängigkeit Kasachstans im Jahr 1993 eingeführt.

## Vergabe
Vergeben wird der Orden an kasachische Staatsbürger für herausragende Leistungen in den Bereichen Wirtschaft, Wissenschaft und Kultur, Bildung, für beispielhaften Einsatz in staatlichen Organisationen und Engagement im sozialen Bereich.

## Bisherige Träger
Liste bisheriger Träger (Auswahl):
- Qanat Saudabajew (kasachischer Außenminister)
- Jerlan Abilfaisowitsch Idrissow (kasachischer Botschafter)
- Marat Täschin (ehemaliger kasachischer Außenminister)
- Serik Baimaghanbetow (kasachischer Innenminister)
- Orasgeldy Aligasinowitsch Kairgeldinow (kasachischer Politiker)
- David J. O’Reilly (ehemaliger CEO der Chevron Corporation)
- Sinesch Abischewa (kasachische Metallurgin)